# Pointe-Noire
Pointe-Noire és la segona ciutat més poblada de la República del Congo i un Departament autònom des de 2004. Abans, era la capital de la regió de Kouilou (ara departament). És el principal centre comercial i industrial del país i té una població de 715 334 habitants (2010). Està situada a la costa, entre la Badia de Pointe-Noire i l'oceà Atlàntic.
Fou la capital de Moyen-Congo entre el 1950 i el 1958 i de la República autònoma del Congo entre el 1958 i el 1959, moment en què Brazzaville passà a ser la nova capital.

## Geografia i clima
Pointe-Noire es beneficia d'un clima dolç durant el dia (entre 24º i 30º, depenent les estacions) i a la nit (entre 22º i 26º).
La ciutat està situada a 510 quilòmetres a l'oest de Brazzaville, la capital de l'estat. La ciutat està situada sota un altiplà, entre-tallat per valls pantanoses. La seva altitud està a 20 metres sobre el nivell del mar.

## Demografia
La població del municipi i de Pointe-Noire és de 715 334 (2007) habitants. 358 215 són homes i 357 119 dones.
L'any 1984, Pointe-Noire en tenia 294 203, i per això ha registrat una taxa de creixement del 4,0% (la mitjana del país és del 3,0%.

### Població per edat
El 43,3% de la població del municipi de Pointe-Noire té menys de 18 anys (2007) (la mitjana nacional, el mateix any, era del 44,9%). El 4,2% dels nens entre 9 i 17 anys era població activa (2007) (6,9% a la República del Congo).
- 0 anys: 23 466 habitants.
- 1-4 anys: 76 605 habitants.
- 5-9 anys: 82 686 habitants.
- 10-14 anys: 79 423 habitants.
- 15-19 anys: 77 851 habitants.
- 20-24 anys: 75 842 habitants.
- 25-29 anys: 74 424 habitants.
- 30-34 anys: 64 295 habitants.
- 35-39 anys: 50 604 habitants.
- 40-44 anys: 35 892 habitants.
- 45-49 anys: 25 788 habitants.
- 50-54 anys: 17 916 habitants.
- 55-59 anys: 11 013 habitants.
- 60-64 anys: 7 068 habitants.
- 65-69 anys: 5 328 habitants.
- 70-75 anys: 3 731 habitants.
- + 75 anys: 3 402 habitants.[3]

### Altres estadístiques demogràfiqes
El 2007 hi havia 7 225 persones amb discapacitats a la ciutat (1% de la població).
Respecte a l'etnicitat, el 2007 hi havia 74 pigmeus a Pointe-Noire, segons el CNSEE.

## Organització
El 2007, la ciutat de Pointe-Noire tenia 6 districtes, tot i que només 4 eren funcionals:
- Lumumba: 109,456 habs.
- Mvoumvou: 87,696 habs.
- Tié-Tié: 257,255 habs.
- Loandjili: 260,927 habs.[4]
- Mongo-Poukou (encara unit al districte 4. Està en projecte)
- Ngoyo (encara amb el districte 3, de Tié-Tié. S'ha d'acabar l'immoble que en un futur ocuparà l'ajuntament.

## Història
El 1883, el capità francès Cordier fundà la ciutat de Pointe-Noire (del seu nom portuguès: Ponta Negra) en les terres del reialme Vili de Loango. El 1910 ja apareix com una aglomeració digna del nom de ciutat. Tot i que aquesta no va començar a ser important fins a la construcció del CFCO (Chemin de Fer Congo-Océan- Tren Congo-Oceà).
Per tal de construir un ferrocarril que permetés l'evacuació de les primeres matèries de l'Àfrica Equatorial Francesa, tenint en compte la manca d'aigües profundes a Libreville, l'administració colonial francesa va triar el traçat vers Ponta Negra el 13 de juliol de 1914. Així, es va signar un decret que va permetre la construcció d'un ferrocarril entre Brazzaville i Ponta Negra.
El 1921 es van començar a fer els treballs de construcció de la línia de ferrocarril i dels seus ports, inaugurats pel governador general, Victor Augagneur.
El 1922 es va acordar el decret de creació de la ciutat de Pointe-Noire al poble de Ponta Negra.
A partir dels anys 1950, fins al 1959, Pointe-Noire esdevé capital del Moyen-Congo i disposa del seient del governador, del cap del territori i de l'Assemblea territorial i dels serveis administratius.
El novembre del 1958, després de llei de Gaston Defferre del 1956, el territori del Moyen-Congo esdevé la République Autonome du Congo (no independent).
El 21 de novembre del 1959 hi ha les primeres eleccions legislatives, després d'esdeveniments rocambolescos i dramàtics: l'abat Fulbert Youlou és triat primer ministre de la República del Congo, derrotant a Jean-Félix Tchicaya, el primer i únic diputat congolès a l'Assemblea Francesa des del 1946.
Després dels incidents de les eleccions legislatives, els diputats de l'UDDIA, que van restar sols a la sala, van decidir transferir sense cap debat ni consulta la capital del Congo a Brazzaville, lloc més tranquil per als guanyadors de les eleccions. Així, Pointe-Noire va deixar d'ésser la capital del Congo.

### Pointe Noire: 1959-1992
La ciutat, que havia deixat de ser la capital política del país, va continuar sent la capital econòmica del país per les seves indústries, el seu porti els seus tallers del ferrocarril. En l'àmbit de l'administració, la ciutat va perdre la seva autonomia, ja que totes les decisions que el concernien es prenien per les autoritats de Brazzaville.

### Creixement i consum de l'espai
Després de la seva fundació, Pointe-Noire ha conegut una taxa de creixement de la població d'un 4,5%, des dels orígens fins als anys 1990. Aquest creixement fulgurant es deu a una evolució demogràfica des dels 2000 habitants a la seva creació fins al nombre d'habitants que té en l'actualitat.
La característica essencial de Pointe-Noire és un desenvolupament urbà extensiu que ha tingut com a conseqüència el consum incontrolat de l'espai. Aquest fort consum de l'espai també es deu al tipus de construcció, que privilegia l'extensió horitzontal a la majoria de la ciutat (a tota la part est). La ciutat, en menys de 50 anys ha crescut de manera exponencial. Ha consumat totes les seves terres i ha sortit dels seus límits originals. Aquest creixement s'ha fet en moltes etapes, sobretot en els barris de la ciutat. Al centre, el consum de l'espai ha estat equilibrat.

#### Pointe-Noire: de la fundació el 1931
Fins al 1922 la ciutat encara no era una aglomeració important, ja que les exportacions es feien sobretot per Loango, a uns 15 km de Pointe-Noire.
La perspectiva de la construcció del ferrocarril va fer que la ciutat creixés. Els primers barris van ser el del port i el del ferrocarril. El 1924 la ciutat va tenir el seu primer pla director de desenvolupament, que volia dividir en dos la ciutat: la zona europea i la zona indígena. En els primers plànols, només la ciutat europea tenia urbanisme de ciutat. La gestió de la terra estava reglamentada pels dispositius del codi de la terra negra a les colònies del 1920, segons el que totes les terres que no eren fèrtils eren terres comunals. Tota la part del centre de la ciutat era una zona de pantans poc fèrtils, buida de població (excepte la petita vila de Ndjindji). Els colonitzadors francesos no volien entrar en conflicte amb els autòctons. El 1928 la població de Pointe-NOire tenia 3 000 habitants.

#### Pointe-Noire el 1931
Segons Pierre Vennetier, Pointe-Noire encara era un terreny en construcció. La ciutat només existia al centre, al voltant del mercat central. Es podria dir que la ciutat només era la ciutat europea. Encara no s'havia completat el port.

#### Pointe-Noire el 1936
Amb la finalització del port i del ferrocarril el 1934 i la instal·lació de la societat colonial d'electricitat, la ciutat va conèixer una certa vitalitat. Amb l'arribada de població del país, aquest període serà el del desenvolupament de la ciutat. Es va construir l'hospital, s'amplià el mercat i es formà la primera corona. El centre de la ciutat va conèixer una densificació relativament important. Es va densificar el barri Nzinzi.
Pel que fa al paisatge urbà hi hagué un canvi en la fisonomia de la ciutat. Per contra, el desenvolupament econòmic es va traduir en la densificació del barri del port. Se seguí la progressió de la ciutat cap a l'Est.

#### Pointe-Noire de 1936 a 1945
El 1936 la ciutat encara es desenvolupa en el seu interior. Però encara resta essencialment europea. La ciutat africana comença a créixer amb la instal·lació dels dos barris del CFCO i del port (1934 i 1942 respectivament). El desenvolupament de la ciutat africana encara es fa en els límits fixats al pla director del 1924. L'avinguda Monseigneur-Derouet parteix la ciutat en dues parts est-oest. És una partició ètnica. A l'oest hi ha els barris dels originaris de Kouilou-Niari i a l'est els pobladors de les altres zones ètniques. A la meitat Oest hi ha els barris Mayumba i MvouMvou.
La ciutat africana està envoltada, en el flanc est, pel riu Tchinouka i el seu desenvolupament no es podia fer al Nord. Es creà el mercat central, que farà que l'urbanisme tingui una ninàmica centrífuga i la trama urbana dels barris s'anés fent sobre el model d'una disposició radial. L'enllaç entre les dues parts de la ciutat es va fer només per un pont, el pont sobre el riu Tchinouka.

#### Pointe-Noire de 1945-1950
Per primera vegada, es comença a ocupar el sòl de manera il·legal. El barri del quilòmetre 4, al sud dels tallers del CFCO es comença a crear tot i la prohibició de les autoritats. Aquest barri va conèixer un creixement molt ràpid. La construcció es fa amb materials bruts, no tractats, com les teules ondulades, les planxes de fusta o deixales industrials.
A partir del 1950, la ciutat va sortir dels seus límits inicials, d'una manera poc controlada per l'administració colonial. Néixen els barris Roy, Mawata i el barri Mvoumvou creix. Es va equilibrant la població de les dues parts de la ciutat.

#### Pointe-Noire de 1950 a 1955
La ciutat continuà ampliant-se ràpidament. El barri europeu es va densificar més degut a la generació d'activitats econòmiques i de l'arribada de nous europeus: aquesta part de la ciutat era reservada als blancs. El barri de Losange va conèixer un segon desenvolupament per la construcció de nous edificis i carrers. La ciutat africana va abandonar definitivament la lògica de l'illot, de tipus haussmanià. A la ciutat africana hi mancaven places públiques i terrens lliures.

#### Pointe-Noire de 1955 a 1960
El barri Mvoumvou es va desenvolupar vers el nord, cap al riu Songolo i es va densificar. També va aparèixer el segon barri considerat il·legal de la ciutat, el barri Planches, que tenia una església. La urbanització del barri fou anàrquica. El cementiri de la ciutat, que estava fora de la ciutat, va ser envoltat per un nou barri. A minals del 1960, Pointe-Noire havia consumit les seves millors terres: només quedaven les terres pantanoses; això va fer que el creixement de la ciutat només es pogués fer per una densificació.

#### Pointe-Noire de 1960 a 1970
El 1960 és un any important en l'evolució de la ciutat: és l'any de la independència, tot i que encara no era del tot real. Tot i això, les forces socials havien canviat: les forces conservadores s'havien enfortit. La ciutat havia arribat als seus límits naturals fins als rius i els boscos. Van néixer els barris Culotte, Makaya-Makaya (fulles-fulles, cosa que volia dir que havia estat un bosc frondós), Mbota, Mbota-Louissi (nom de dos petits afluents del riu Songolo) i Nkouikou.
El centre es va densificar més i es va comenár a arreglar la part a l'altra banda del riu Tchinouka. Representa el naixement del barri OCH (Office congolais de l'habitat, un organisme estatal). Entre l'avinguda de la Révolution (abans de France) i el barri OCH hi havia una zona pantanosa. Les dificultats de viure en la zona feu que fos ocupada per poblacions de la zona de Niari (Bouenza, Lékoumou i Niari); es coneix el nom de l'ordre dels nous pobladors per la toponímia dels nous barris que tindran el mateix nom que les poblacions que hi habitaran (Niari, Lékoumou, Pont de la Bouenza). La talla de les parcel·les depenia de la força humana o dels mitjans financers dels seus habitants, ja que es van fer els barris guanyant terreny als boscos. Aquests pobladors treballaren a les activitats portuàries i petroleres de la ciutat.

#### Pointe-Noire, de 1970 a 1990
Amb el descobriment de jaciments de petroli i mines de potassa, la ciutatva conèixer un boom econòmic entre el 1970 i el 1985 que va provocar una forta immigració. La ciutat va rebre pobladors congolesos, africans i europeus i va créixer molt ràpidament. Es va densificar la part europea i es van crear nous barris relacionats amb les societats mineres i de servei: COMILOG (Compagnie minière de l'Ogoué du Gabon), ELF-Congo, CPC (Compagnie des Potasses du Congo) i altres. Es van desenvolupar els barris perifèrics de l'est de la ciutat i es va densificar més la ciutat.

#### Pointe-Noire de 1990 a 1992
Nova època de desenvolupament, després de la crisi que va patir el país el 1985. La ciutat va veure créixer petits tallers del sector informal. Tot i que la fisonomia de la ciutat no va canviar, aquesta va continuar tenint un fort creixement demogràfic.

#### Pointe-Noire a les guerres civils. Finals dels anys 1990
Pointe-Noire, pulmó econòmic de la República del Congo va patir molt la destrucció de les guerres civils, tot i que molts bàndols van intentar preservar la ciutat.
A l'octubre del 1997, tot i això, Denis Sassou-Nguesso feu una crida a l'exèrcit angolès perquè prengués la ciutat, sense combats.

## Religió
Segons el CNSEE, la població per religió de Pointe-Noire és:
Catòlics: 237151; Protestants: 169965; Salutistes: 13009; Kimbanguistes: 9129; Musulmans: 15051; eglises de reveil 138866; Animistes: 6160; Altres: 61757; i Sense religió: 64246

## Economia
El petroli és el sector principal de l'economia de Pointe-Noire. Dona feina a molta gent i hi ha molta activitat industrial que hi està relacionada.
La presència del port, l'auge dels serveis i la construcció d'un aeroport internacional, ha fet de la ciutat una ciutat de primera importància pel comerç africà i mundial. La ciutat de Pointe-Noire proporciona el 83% dels ingressos pressupostaris de la República del Congo.
La seva indústria és una mica diversificada: producció de gas, tèxtil, alimentació, química. A partir dels anys 1990 hi ha el sorgiment d'una economia informal, amb molts comerços i serveis que es desenvolupa per la desocupació que pateixen els diplomats del país.

## Turisme
El centre-ville té molts edificis relacionats amb el passat colonial: l'estació de CFCO i altres edificis remarcables dels anys 1930-50, com la Cathédrale Notre-Dame (de l'arquitecte Alazard, 1953) o la Chambre de Commerce, d'estil Déco i l'Oficina de Correus.
El centre-ville també hi ha un mercat d'artesania africana.
La platja de Loango és el lloc de desembarcament dels primers missioners catòlics. També hi ha la platja de Pointe-Indienne.
Altres llocs interessants naturals són les gorges de Diosso i el llac Nanga.

## Transports
A Pointe-Noire, el transport en comú és operat per particulars que exploten autobusos, taxis i taxis col·lectius. La majoria pertanyen a l'economia informal.
El ferrocarril uneix la ciutat amb Brazzaville.
L'aéroport Agostinho-Neto és un aeroport internacional, servit per moltes companyies aèrees, entre les quals hi ha Air France i Luftansa. Uneix la ciutat amb destinacions com Brazzaville, Libreville, París, Douala, Frankfurt, Abidjan, Bamako, Cotonou, Malabo, Addis Adeba, Johannesburg i Casablanca. També disposa de línies de càrrega que l'uneix amb París, Lieja i Sharjah.

## Educació
A Pointe-Noire hi ha molts lycées i escoles internacionals i privades. Però, tot i la seva població i la importància econòmica, no té cap universitat.

## Bisbat
La ciutat de Pointe-Noire també és la seu del bisbat homònim, la Diòcesi de Pointe-Noire. El bisbe actual és Makaya-Loemba (des de 2010).
L'església de Saint Pierre fou erigida en catedral amb el nom de Notre-Dame. Està situada al barri del Plateau, un barri administratiu relativament poc poblat.